# Muwenda Mutebi II
Ronald Edward Frederick Kimera Muwenda Mutebi II, född den 13 april 1955 på Mulago sjukhus i Kampala, är kabaka av Buganda sedan 31 juli 1993.

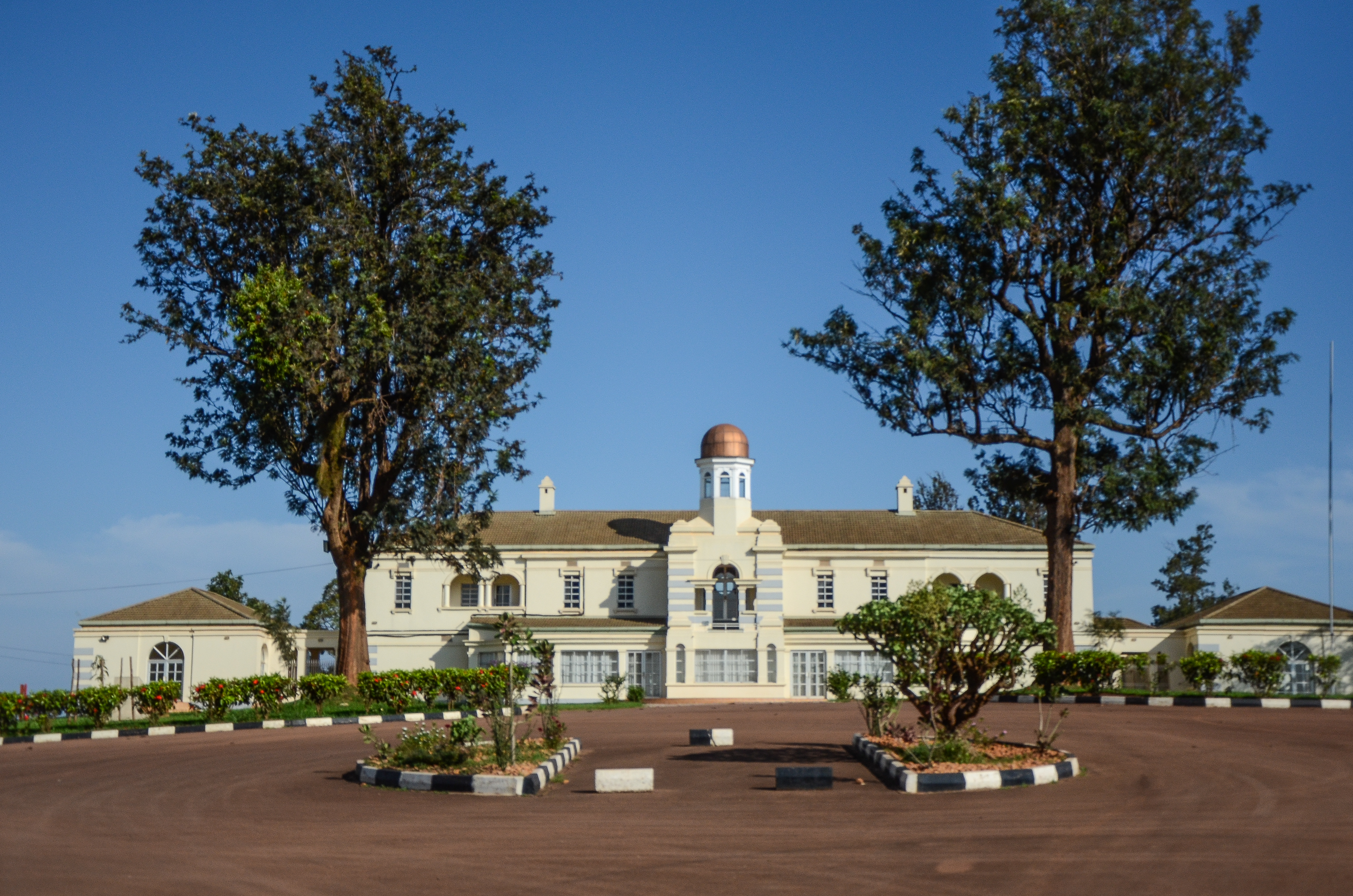
Slottet Lubiri i Kampala.